# Sabine Wen-Ching Wang
Sabine Wen-Ching Wang (* 6. August 1973 in Münsterlingen; auch: Sabine Wang) ist eine schweizerisch-taiwanesische Schriftstellerin.

## Leben
Sabine Wen-Ching Wang wurde 1973 als Tochter einer schweizerischen Mutter und eines taiwanischen Vaters im thurgauischen Münsterlingen geboren, sie wuchs in Appenzell auf. In Zürich und Taipeh studierte sie Sinologie und Kunstgeschichte Ostasiens.
Sie war 1999 Stipendiatin beim 3. Klagenfurter Literaturkurs im Rahmen des Ingeborg-Bachmann-Wettbewerbs, im Jahre 2004 war sie Teilnehmerin der Autorenwerkstatttage des Wiener Burgtheaters, 2008 am Dramatikerworkshop beim Berliner Theatertreffen.
Wang schreibt hauptsächlich Theaterstücke, Hörspiele und Lyrik. Sie veröffentlicht Texte auch in Anthologien und Zeitschriften (Entwürfe, Theater der Zeit und andere). Übertragungen ihrer Gedichte gibt es auf Französisch. Das Theaterstück Spinnen liegt in Estnisch und Spanisch vor.
Sabine Wen-Ching Wang lebt in Zürich.

## Auszeichnungen
- 1999: Literaturpreis der Gewerkschaftlichen Bildungszentrale Schweiz
- 2002: Werkbeitrag der Schweizer Kulturstiftung Pro Helvetia
- 2003: Preis der Schweizerischen Autorengesellschaft (für Spinnen)
- 2005: Aufenthaltsstipendium der Künstlerresidenz Chretzeturm, Stein am Rhein
- 2005: Jurypreis der St. Galler Autorentage
- 2006: Lyrikpreis der Internationalen Bodenseekonferenz
- 2010: Atelierstipendium Berlin der Zuger Kulturstiftung Landis+Gyr

## Werke

### Theaterarbeiten
- Spinnen. Uraufführung 2003, Schlachthaus Theater Bern.[3]
  - Segased. 2003 (Estnisch) / Aranas. 2004 (Spanisch).
- spät. Uraufführung 2004, Schauspielhaus Zürich.
  - Es tarde. 2007 (Spanisch). / tard. 2010 (Valenzianisch-Katalanisch).
- Die Tasche. 2005
- this is not a love song. Jugendtheater. Uraufführung 2006, im Theater am Gleis Winterthur.
- Das grüne Küken. Nach dem Bilderbuch von Adele Sansone. Uraufführung 2008, Winterthur.[4]
- Corea. Uraufführung 2009, Stadttheater Bern.
- La Cérémonie. Nach dem Film von Claude Chabrol. 2010.[5]
- Hund Hund. Uraufführung 2011, Schlachthaus Theater Bern.[6][7]

### Radioarbeiten
- Cosmos Hotel. Hörspiel. Komposition: Hans Feigenwinter. Regie: Claude Pierre Salmony. Ursendung DRS 2, 2000.
  - Cosmos Hotel. 2001. (Englisch)
- Hund Hund. Hörspiel. Komposition: Jörg Köppl. Regie: Simona Ryser. Ursendung DRS 2, 2007.
- Die Einladung. Hörspiel. Komposition: Philipp Schaufelberger. Regie: Simona Ryser. Ursendung DRS 2, 2009.[8]

### Lyrik
- das land in mir. from a too z and more, Zürich 1995.

### Essay
- Das Kinderzimmer als Terra incognita. Eine Erinnerung. In: Pro Helvetia (Hrsg.): Blickwechsel Ostasien – Brücken in die nähere Ferne. Passagen Nr. 29, Frühjahr 2005. S. 30–33.[9]